# Resht
Pronunciação
Resht ou Rasht, é uma cidade do Irã, capital da província de Gilan. Possui 582 mil habitantes segundo estimativas de 2009, sendo a 12ª cidade mais populosa do país.
Alguns dos bairros famosos de Rasht são: Gulsar (Golsar), Safsar, Khamiran e Kurdmahale (Kordmahaleh).

## Ver Também
- Lista de cidades no Irã por população
- Lista das cidades mais populosas da Ásia
- Lista das cidades mais populosas do mundo
- Teerã
- Mashhad

## Ligações Externas
- Pictures at Guilan.net
- Gilan Advanced Skills Training Center مرکز آموزش مهارتهای پیشرفته گیلان
- Rasht Municipality Organization شهرداري رشت
- Damash Rasht Football Team Fans Site
- Gilan Province
- City of Rasht Information Center
- Iran Chamber Society: Rasht
- Iran Chamber of commerce, Industries & Mines: Gilan
- Encyclopedia of the Orient
- Info Please
- Rasht